# Pseudoredtenbacheria brasiliensis
Pseudoredtenbacheria brasiliensis är en tvåvingeart som först beskrevs av Ignaz Rudolph Schiner 1868.  Pseudoredtenbacheria brasiliensis ingår i släktet Pseudoredtenbacheria och familjen parasitflugor. Inga underarter finns listade i Catalogue of Life.